# Garanția produselor
Garanția produselor reprezintă obligația comerciantului de a repara sau de a înlocui produsul cumpărat sau, după caz, de a restitui prețul plătit de consumator, în cazul unui produs neconform.
Comerciantul are obligația de a furniza produse care sunt în conformitate cu contractul de vânzare-cumpărare. De aceea, comerciantul are următoarele răspunderi legale față de consumator:
- Răspunderea legală pentru lipsa de conformitate.
- Răspunderea legală pentru vicii ascunse.

Garanția comercială reprezintă un angajament asumat de vânzator sau producător față de consumator, fără solicitarea unor costuri suplimentare, de restituire a prețului plătit de consumator, de reparare sau de înlocuire a produsului cumpărat, dacă acesta nu corespunde condițiilor enunțate în declarațiile referitoare la garanție sau în publicitatea aferentă.